# مين غو
مين غو (بالإنجليزية: Min Gu)‏ هو فيزيائي ومهندس أسترالي، ولد في 18 يوليو 1960.